# Yaylacılar, İyidere
Yaylacılar là một xã thuộc huyện İyidere, tỉnh Rize, Thổ Nhĩ Kỳ. Dân số thời điểm năm 2010 là 795 người.